# Wrestedt
Wrestedt ist eine Gemeinde in der Lüneburger Heide im Landkreis Uelzen, Niedersachsen. Sie ist Mitgliedsgemeinde und Verwaltungssitz der Samtgemeinde Aue.

## Gemeindegliederung
Wrestedt besteht aus den Ortschaften Bollensen, Breitenhees, Drohe, Emern, Esterholz, Gavendorf, Groß Pretzier, Hamborg, Kallenbrock, Kahlstorf, Klein Bollensen, Klein London, Klein Pretzier, Könau, Kroetze, Kroetzmühle, Lehmke, Nettelkamp, Niendorf II, Nienwohlde, Ostedt, Stadensen mit dem Wohnplatz Streuberg, Stederdorf, Wieren und Wrestedt.

## Geschichte
Den ersten schriftlichen Hinweis auf die Gemeinde findet sich in einer Urkunde König Arnolfs von Kärnten, der dem Grafen Ekbert am 30. Juni 892 neben anderen Besitzungen auch 36 Hufen im Bardengau in Wrestedt schenkte.

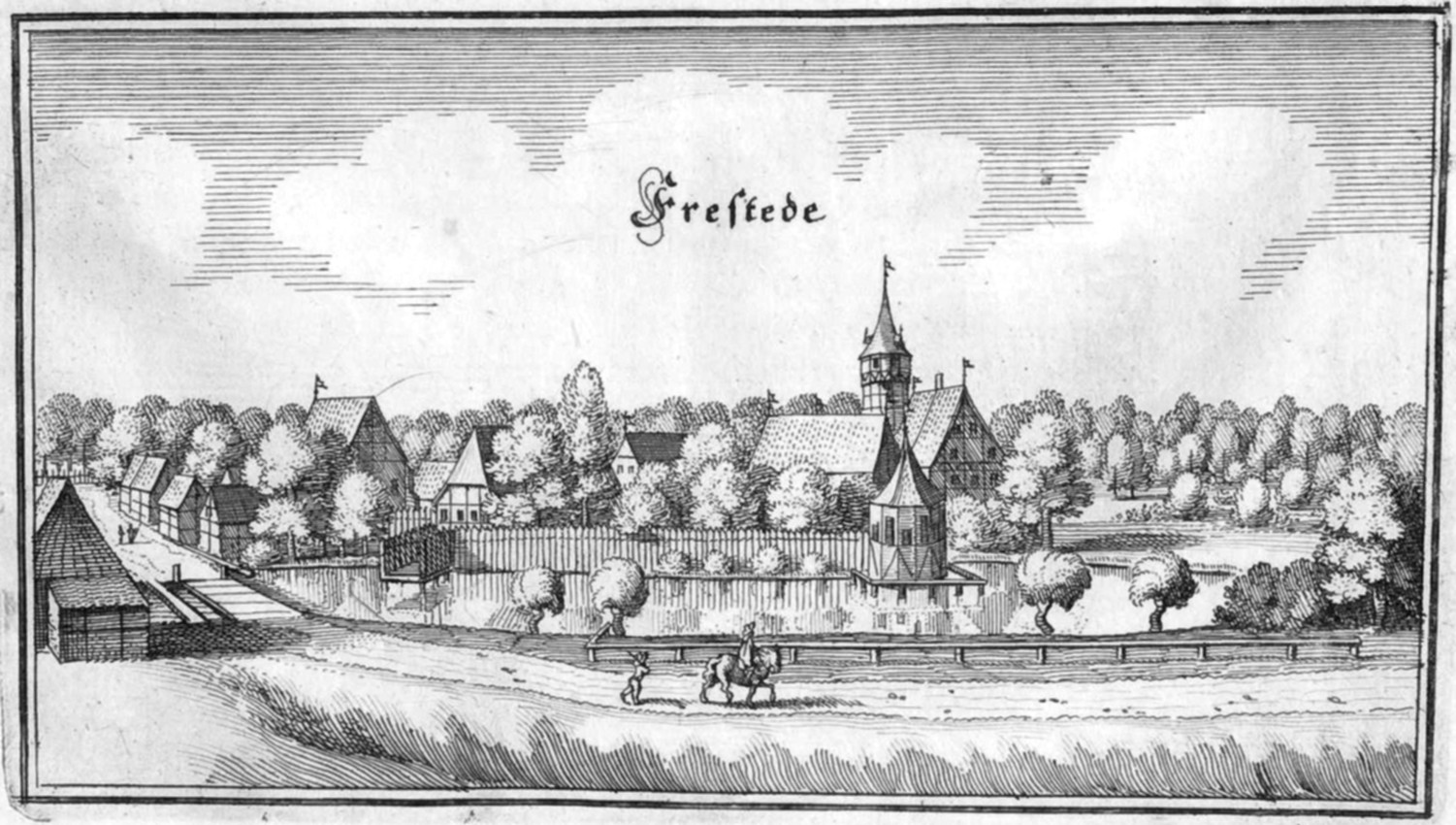
Wrestedt um 1654

In Wrestedt gab es drei Rittergüter, von denen zwei bis heute zur Lüneburger Ritterschaft gehören. Das Rittergut Wrestedt I kam kurz nach dem Aussterben derer von Bodendieck 1667 an das Adelsgeschlecht Grote; es gehört noch heute den Grafen Grote; Wrestedt III gehört den von Lenthe. Das Gut besitzt seinen Ursprung in einer erstmals 1319 erwähnten Burg des Herzogtums Braunschweig-Lüneburg. 1445 besaßen die Burg die Herren von Gilten als Lehen. Bei deren Aussterben 1775 ging das Gut an die Herren von Lenthe. Das heutige, von einem Wassergraben umgebene Herrenhaus wurde Ende des 18. Jhs. vom Kurhannoverschen Landesbaumeister Christian Ludwig Ziegler im Stil des Klassizismus errichtet.
Bei dem großen Brand in Wrestedt in der Nacht vom 15./16. August 1855 wurden 28 Wohnhäuser und 34 Nebengebäude eingeäschert, darunter die Wrestedter Kapelle, die Schule und viele Wirtschaftsgebäude.
Am 1. November 2011 wurde die Samtgemeinde Wrestedt aufgelöst. Wrestedt wurde Teil und Sitz der neugegründeten Samtgemeinde Aue.

## Eingemeindungen
Am 1. Juli 1972 wurden die Gemeinden Esterholz, Lehmke, Niendorf II und Stederdorf eingegliedert.
Am 1. November 2011 kamen Stadensen und Wieren hinzu. Seit dem 1. Juli 1972 gehörten die ehemals selbständigen Gemeinden Breitenhees, Kallenbrock, Nettelkamp und Nienwohlde zu Stadensen sowie Bollensen, Drohe, Emern, Kahlstorf, Könau, Kroetze (bis 10. September 1936 Kroitze) und Ostedt zu Wieren.

## Politik

### Gemeinderat
Der Rat der Gemeinde Wrestedt setzt sich aus 19 Abgeordneten zusammen.
| Wahljahr | CDU | SPD | GRÜNE | WGA | FDP | Einzel | Gesamt    | Gemeinderatswahl 2021 %50403020100 42,8 %26,5 %12,2 %9,7 %5,6 %3,2 % CDUSPDGrüneUnabh.dFDPWGAfAnmerkungen:d Wählergemeinschaft Auef Einzelbewerber Andreas Dobslaw |
| 2021     | 8 | 5   | 2     | 1   | 1   | 1*     | 18 Sitze* | Gemeinderatswahl 2021 %50403020100 42,8 %26,5 %12,2 %9,7 %5,6 %3,2 % CDUSPDGrüneUnabh.dFDPWGAfAnmerkungen:d Wählergemeinschaft Auef Einzelbewerber Andreas Dobslaw |
| 2016     | 8 | 8   | 2     | 1   | —   | —      | 19 Sitze  | Gemeinderatswahl 2021 %50403020100 42,8 %26,5 %12,2 %9,7 %5,6 %3,2 % CDUSPDGrüneUnabh.dFDPWGAfAnmerkungen:d Wählergemeinschaft Auef Einzelbewerber Andreas Dobslaw |
| 2011     | 9 | 8   | 2     | —   | 0   | 0      | 19 Sitze  | Gemeinderatswahl 2021 %50403020100 42,8 %26,5 %12,2 %9,7 %5,6 %3,2 % CDUSPDGrüneUnabh.dFDPWGAfAnmerkungen:d Wählergemeinschaft Auef Einzelbewerber Andreas Dobslaw |
|          | (*Dem Einzelbewerber Dobslaw stünden nach Stimmenanteil zwei Sitze zu, er kann aber nur einen besetzen) __________________________ WGA: Wählergemeinschaft Aue Einzel: Schwasta (2011), Dobslaw (2021) |     |       |     |     |        |           | Gemeinderatswahl 2021 %50403020100 42,8 %26,5 %12,2 %9,7 %5,6 %3,2 % CDUSPDGrüneUnabh.dFDPWGAfAnmerkungen:d Wählergemeinschaft Auef Einzelbewerber Andreas Dobslaw |
|          | |     |       |     |     |        |           | Gemeinderatswahl 2021 %50403020100 42,8 %26,5 %12,2 %9,7 %5,6 %3,2 % CDUSPDGrüneUnabh.dFDPWGAfAnmerkungen:d Wählergemeinschaft Auef Einzelbewerber Andreas Dobslaw |
|          | |     |       |     |     |        |           | Gemeinderatswahl 2021 %50403020100 42,8 %26,5 %12,2 %9,7 %5,6 %3,2 % CDUSPDGrüneUnabh.dFDPWGAfAnmerkungen:d Wählergemeinschaft Auef Einzelbewerber Andreas Dobslaw |
|          | |     |       |     |     |        |           | Gemeinderatswahl 2021 %50403020100 42,8 %26,5 %12,2 %9,7 %5,6 %3,2 % CDUSPDGrüneUnabh.dFDPWGAfAnmerkungen:d Wählergemeinschaft Auef Einzelbewerber Andreas Dobslaw |

Kommunalwahlen am 11. September 2021

### Bürgermeister
Bis zum 20. November 2014 war Heinz-Hermann Schulze Bürgermeister der Gemeinde Wrestedt.

### Wappen
| Wappen von Wrestedt | Blasonierung: „Erhöht geteilt von Blau und Grün; darüber, aus blauem Wellenschildfuß wachsend ein silbernes (weißes) Schleusentor; darin ein steigendes rotes Einhorn.“ |
| Wappen von Wrestedt | Wappenbegründung: Das Wappen zeigt das Schleusentor der Schleuse Uelzen am Elbe-Seitenkanal, welche im Gemeindegebiet liegt. Es war bis zum 31. Dezember 2011 das Wappen der aufgelösten Samtgemeinde Wrestedt. Das Einhorn entstammt dem Wappen der früheren Gemeinde Wrestedt. |

### Flagge
|  | 00Hissflagge:„Die Flagge ist grün-weiß geteilt mit dem aufgelegten Wappen in der Mitte.“ |

## Kultur und Sehenswürdigkeiten

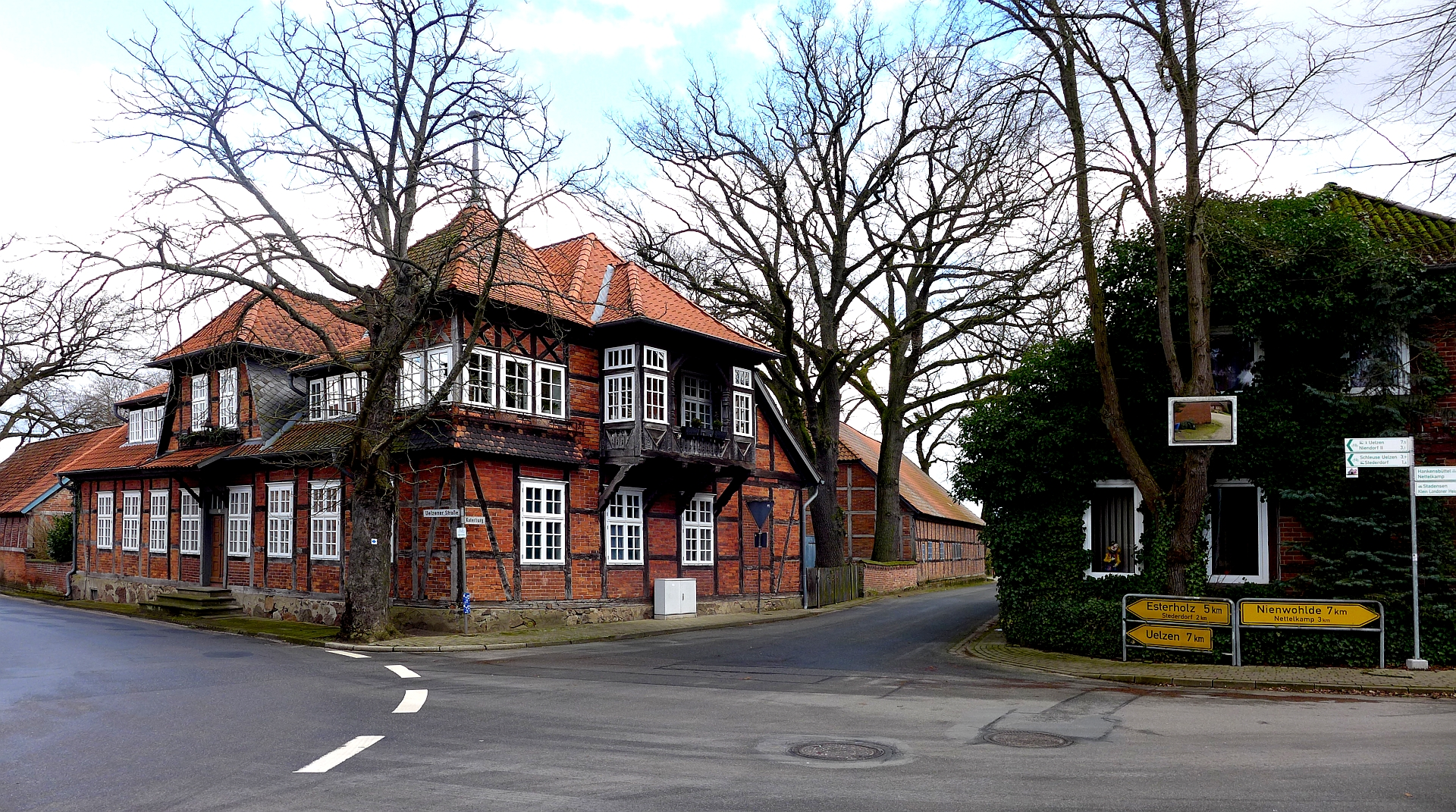
Fachwerkhaus in Wrestedt

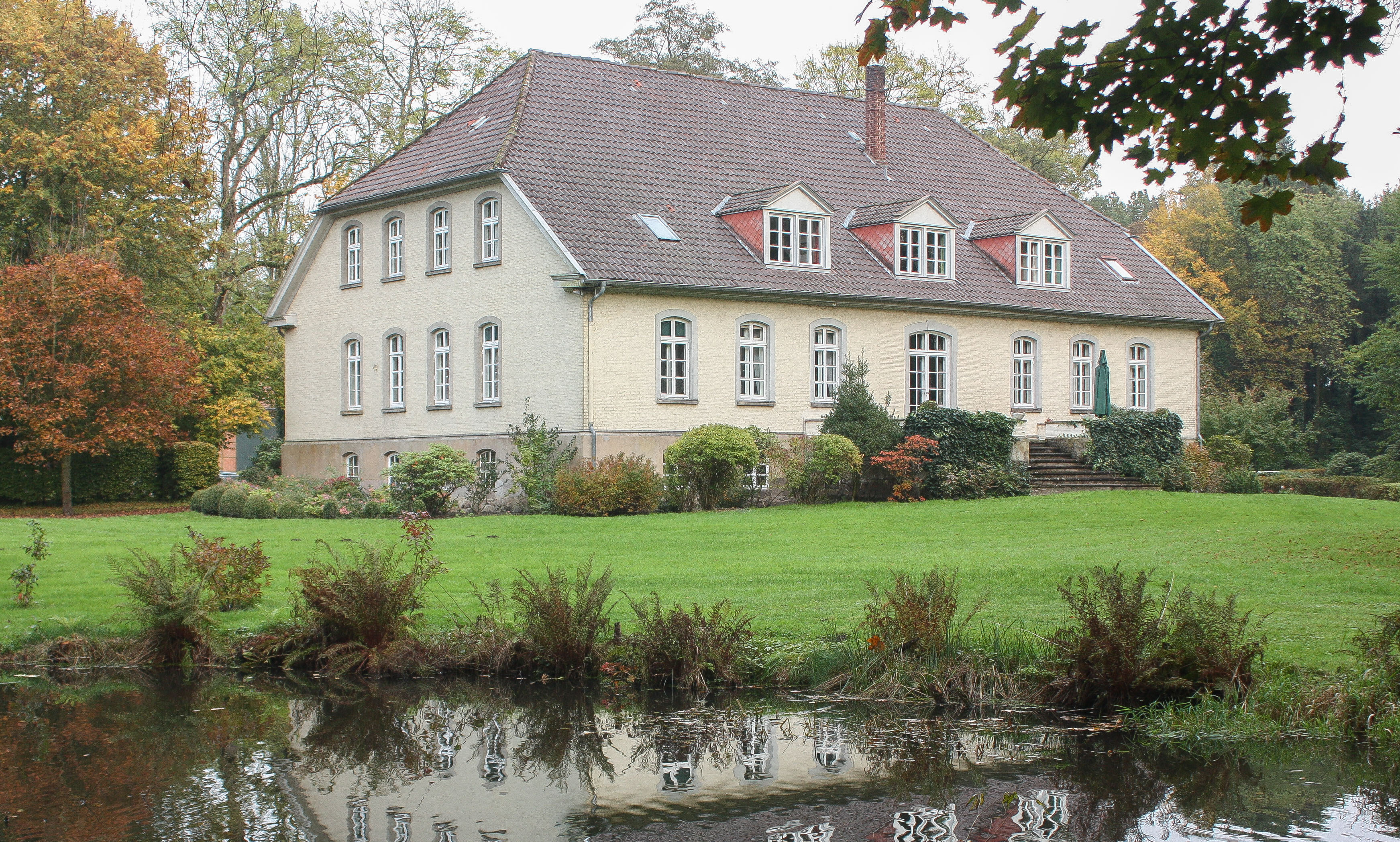
Das heutige Herrenhaus von Gut Wrestedt I der Grafen Grote

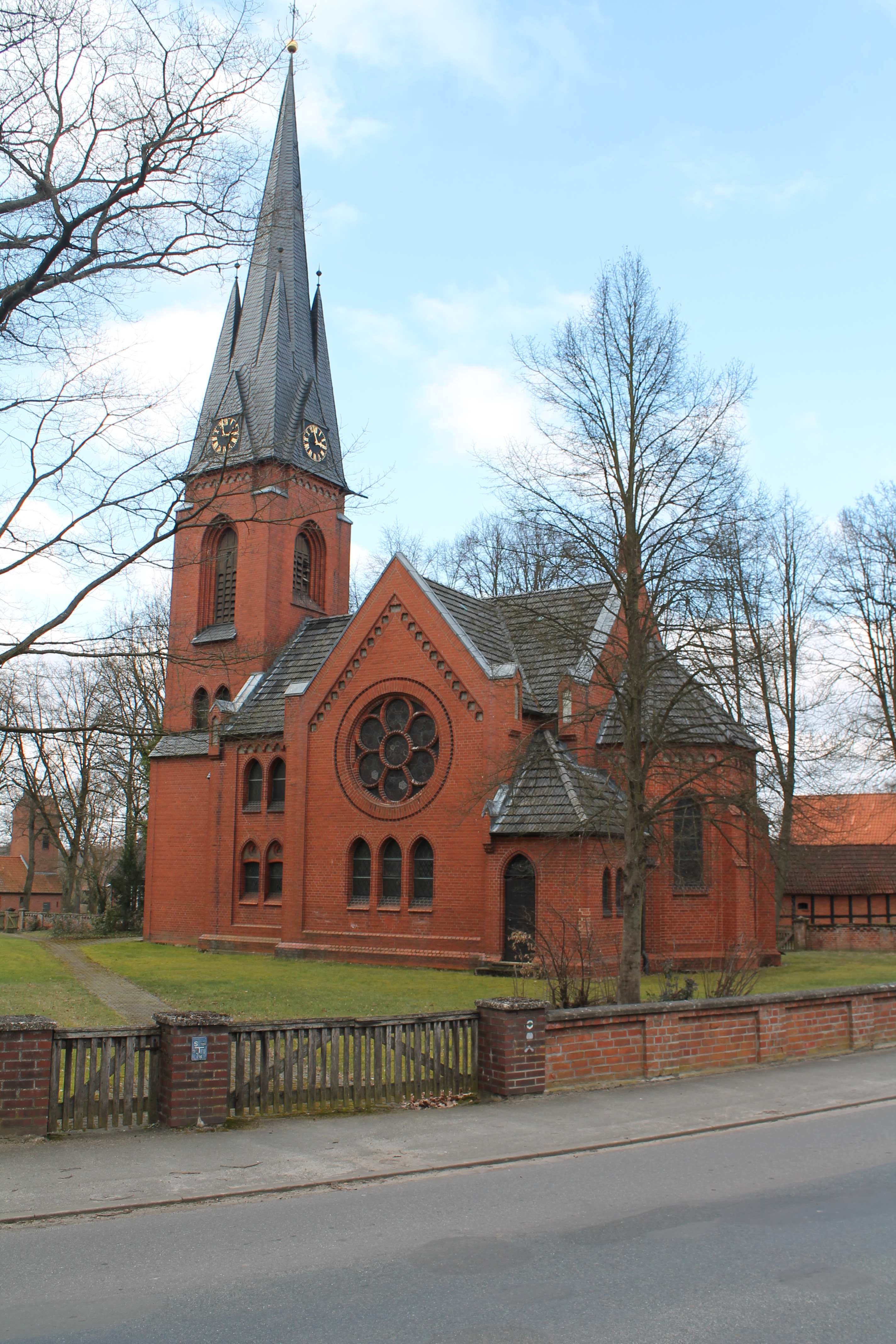
Die Johannes-der-Täufer-Kirche

- Johannes-der-Täufer-Kirche (Ostedt)

### Schleuse Uelzen
Unweit von Wrestedt befindet sich am Elbe-Seitenkanal die Schleuse Uelzen. Sie besteht aus einer alten Schleuse (Uelzen I) aus der Bauzeit des Kanals und einer neuen Schleuse (Uelzen II), die im Dezember 2006 eröffnet wurde. Beide sind als Sparschleusen ausgeführt und haben eine Nutzlänge von 185 m und eine Fallhöhe von 23 m. Die neue Schleuse Uelzen II ist mit 12,50 m einen halben Meter breiter als die alte und gilt als die größte Sparschleuse der Welt.

### Sport
Der Sportverein TSV Wrestedt/Stederdorf ist in Wrestedt ansässig.

### Dialekt
Der Raum um Wrestedt gehört zum heideostfälischen Dialektraum. Heideostfälisch ist eine Übergangsmundart von Ostfälisch zu Nordniedersächsisch. Die nördliche Grenze verläuft ungefähr zwischen Bad Bevensen und Bienenbüttel. Sagt der Wrestedter für mir/mich bzw. dir/dich mik bzw. dik, so heißt es in Lüneburg bereits mi/di.

## Trivia
Deutschlandweite Bekanntheit erlangte Wrestedt im April 2002, als dort zwei Frauen bei einem Banküberfall als Geiseln genommen wurden. Die drei Täter waren anschließend mit ihnen quer durch Europa geflohen. Eine Geisel konnte bei einem Tankstopp in Polen zu einem Polizeifahrzeug flüchten, die zweite wurde in der ukrainischen Stadt Riwne freigelassen. Gut eine Stunde später stellten sich die Männer der ukrainischen Polizei. Die Täter, Artur F., Heinrich K. und Vitali H., drei junge Männer aus dem Raum Uelzen, saßen daraufhin sechs Monate lang in Kiew in Untersuchungshaft und wurden dann an Deutschland ausgeliefert. Artur F. erhielt wegen erpresserischen Menschenraubes in Tateinheit mit schwerer räuberischer Erpressung und Geiselnahme sowie eines Verstoßes gegen das Waffengesetz eine Freiheitsstrafe von acht Jahren und neun Monaten. Seine beiden Mittäter wurden mit jeweils sechs Jahren und neun Monaten bestraft.

## Söhne und Töchter der Gemeinde
- Klaus Nührig (* 1958), deutscher Schriftsteller und Lyriker
- Rainer Zobel (* 1948), deutscher Fußballspieler und -trainer